# First Tape
First Tape er det første album af The Lucksmiths, først udkommet på kassette i 1993 og på DVD i 1996. Udgiveren er Candle Records. 